# Paragomphus bredoi
Paragomphus bredoi é uma espécie de libelinha da família Gomphidae.
Pode ser encontrada nos seguintes países: República Democrática do Congo, Malawi e possivelmente em Uganda.
Os seus habitats naturais são: florestas subtropicais ou tropicais húmidas de baixa altitude.
Está ameaçada por perda de habitat.